# Abralia similis
Abralia similis е вид главоного от семейство Enoploteuthidae.

## Разпространение
Видът е разпространен в Кирибати и Япония (Бонински острови).